# Liste der Mitglieder der National Academy of Sciences/1888
Im Jahr 1888 wählte die National Academy of Sciences der Vereinigten Staaten 3 Personen zu ihren Mitgliedern.

## Neugewählte Mitglieder
- Seth Chandler (1846–1913)
- G. Brown Goode (1851–1896)
- A. A. Michelson (1852–1931)